# George Meredith
George Meredith (Portsmouth, 1828 – Box Hill, 1909) è stato uno scrittore inglese.

## Biografia
Meredith nacque a Portsmouth, in Inghilterra, figlio e nipote di allestitori navali. Sua madre morì quando lui aveva cinque anni. All'età di 14 anni fu mandato a studiare giurisprudenza a Neuwied (Germania), dove rimase per due anni. Al suo ritorno, tuttavia, divenne consulente editoriale e si dedicò all'attività giornalistica e letteraria. Collaborò con Edward Gryffydh Peacock, figlio di Thomas Love Peacock, nel pubblicare una rivista letteraria chiamata Monthly Observer. Nel 1849, quando aveva ventun anni, sposò la sorella di Edward Peacock, che aveva ventotto anni ed era rimasta vedova.

La morte di Chatterton di Henry Wallis, versione Birmingham

Raccolse i suoi primi scritti in Poems, pubblicato nel 1851. Nel 1856 posò come modello per La morte di Chatterton (The Death of Chatterton), dipinto molto popolare del pittore preraffaellita Henry Wallis. Nel 1858 la moglie scappò con Wallis e morì tre anni dopo. Sia la raccolta di sonetti Amore moderno sia La prova di Richard Feverel sono ispirate a questa vicenda.
Nel 1864 sposò Marie Vulliamy e si stabilirono nel Surrey. Lì continuò a scrivere poesie e romanzi, molto spesso ispirati alla natura. Alcuni dei suo scritti, tra cui L'egoista, evidenziano la sottomissione delle donne durante il periodo vittoriano.
Durante la maggior parte della sua carriera ebbe molte difficoltà a raggiungere il successo popolare. Il primo dei suoi romanzi a riscuotere un largo consenso fu Diana di Crossways, pubblicato nel 1885.
Meredith implementava il suo incerto reddito di scrittore lavorando presso una casa editrice. Aveva molti amici nel mondo letterario, tra cui Dante Gabriel Rossetti, Algernon Swinburne, Leslie Stephen, Robert Louis Stevenson, George Gissing e J. M. Barrie. Il suo contemporaneo Sir Arthur Conan Doyle, autore di Sherlock Holmes, lo omaggiò citandolo nel racconto Il mistero di Boscombe Valley.
Nel 1868 Frederick Chapman, della casa editrice Chapman & Hall, lo presentò a Thomas Hardy. Hardy gli fece leggere il suo primo romanzo, The Poor Man and the Lady, e Meredith gli consigliò di non pubblicarlo perché sarebbe stato certamente attaccato dai detrattori e avrebbe perso ogni speranza di diventare un romanziere affermato. Il libro era infatti molto satirico nei confronti dei ricchi, e Meredith gli consigliò di lasciarlo da parte e prima scrivere un altro romanzo «con uno scopo puramente artistico». Parlava per esperienza: il suo primo romanzo, infatti, venne giudicato così scioccante che un ordine di 300 copie venne addirittura cancellato. Hardy, tuttavia, decise di pubblicare il suo romanzo, ma non ebbe successo.
Prima della sua morte succedette a Lord Tennyson come presidente della Society of Authors e nel 1905 ricevette l'Ordine al Merito da Re Edoardo VII.
Morì nel 1909 nella sua casa di Box Hill (Surrey). È sepolto nel cimitero di Dorking.

## L'opera letteraria
L'opera principale della sua vasta produzione letteraria è L'egoista (1879), romanzo nel quale si possono cogliere le caratteristiche del suo stile preciso e curato, riscontrabili anche nelle altre opere.
Tra gli altri suoi romanzi possiamo ricordare La prova di Richard Feverel, che studia un intenso rapporto amoroso troncato da un conflitto insanabile tra sistema e istinto, e Diana di Crossways, in cui Meredith sviluppa l'indagine sul rapporto fra i sessi e sulla supremazia della donna, tema che ricorre in quasi tutte le sue opere.
Da ricordare inoltre la sua produzione poetica, con la raccolta di sonetti Amore moderno, dolente esperienza di un amore inquieto non scevra di riferimenti autobiografici, e Le Poesie e liriche della gioia della terra.
Rappresentante del romanzo comico-sociale, nelle sue opere Meredith mette a nudo le ipocrisie della società britannica, descrivendo con ironia le false virtù e le vuote maniere ed attitudini dei gentiluomini e mostrando lo snobbismo e l'ignoranza che ne pervadono l'indole e l'atteggiamento.

## Opere

### Saggi
- 1877 - Essay on comedy

### Romanzi
- 1856 - La sbarbificazione di Shagpat (The shaving of Shagpat)
- 1859 - La prova di Richard Feverel (The ordeal of Richard Feverel)
- 1860 - La casa sulla spiaggia (The house on the beach)
- 1864 - Emilia in Inghilterra (Emilia in England, ripubblicato nel 1887 con il titolo Sandra Belloni)
- 1865 - Rhoda Fleming
- 1867 - Vittoria
- 1879 - L'egoista (The egoist)
- 1885 - Diana di Crossways (Diana of the Crossways)
- 1891 - Un ardimentoso del nostro tempo (One of our conquerors)
- 1895 - Un matrimonio stupefacente (The amazing marriage)

### Poesia
- 1851 Poems
- 1862 Amore moderno (Modern Love)
- 1883 Le Poesie e liriche della gioia della terra (Poems and lyrics of the Joy of Eearth)
- 1883 The Woods of Westermain
- 1885 A Faith on Trial
- 1887 Ballads and Poems of Tragic Life
- 1888 A Reading of Earth
- 1892 The Empty Purse
- 1898 Odes in Contribution to the Song of French History
- 1901 A Reading of Life
- 1909 Last Poems

## Edizioni italiane
- L'egoista, trad. di Maria Luisa Giartosio de Courtin, Torino, Giulio Einaudi Editore 1942.
- L'egoista, trad. di Antonia Lena, Milano, Frassinelli, 2001.
- La tosatura di Shagpat. Un divertimento arabo. trad. di Alessandro Medri (a cura di Marco Catucci) Biblioteca del Vascello, Robin Edizioni, 2024 [ISBN 9791254679326]